# Bahnhof Bifuka
Der Bahnhof Bifuka (jap. 美深駅, Bifuka-eki) ist ein Bahnhof auf der japanischen Insel Hokkaidō. Er befindet sich in der Unterpräfektur Kamikawa auf dem Gebiet der Gemeinde Bifuka.

## Verbindungen

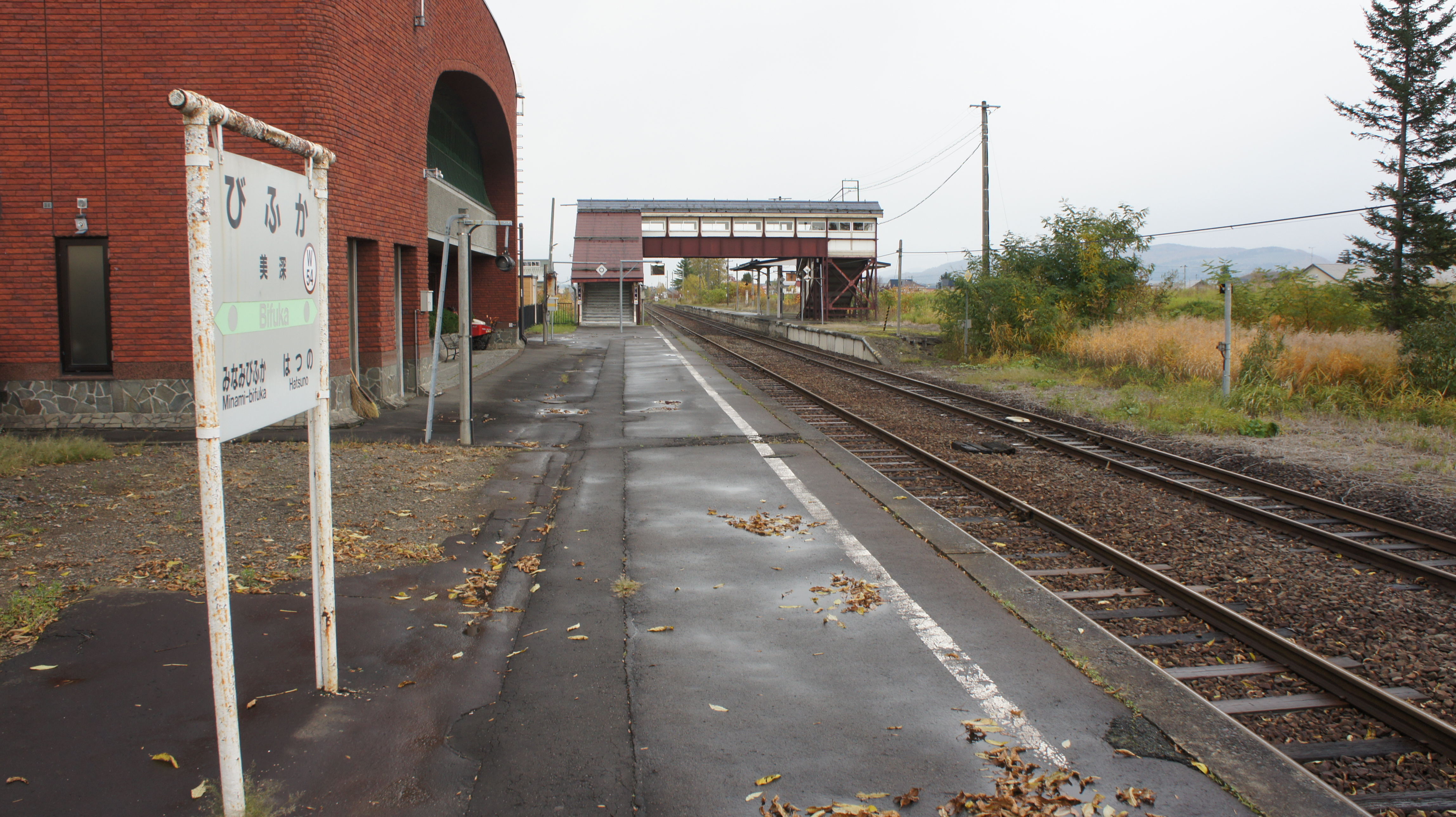
Bahnsteig (Oktober 2017)

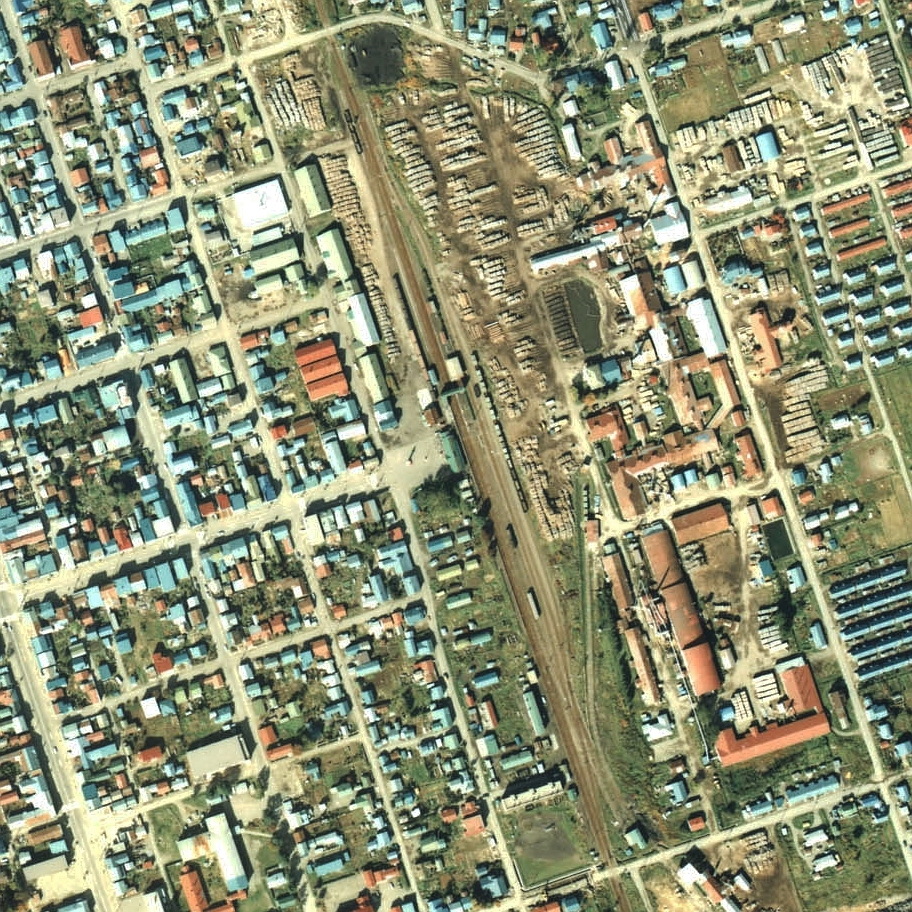
Luftansicht (1977)

Bifuka ist ein Zwischenbahnhof und früherer Trennungsbahnhof an der Sōya-Hauptlinie. Diese führt von Asahikawa über Nayoro nach Wakkanai und wird von der Gesellschaft JR Hokkaido betrieben. Sämtliche hier verkehrenden Züge halten an diesem Bahnhof. Täglich verbinden zwei Schnellzugpaare des Typs Super Sōya (bestehend aus Neigetriebwagen) die Präfekturhauptstadt Sapporo mit Asahikawa und Wakkanai. Hinzu kommt einmal täglich der aus konventionellem Rollmaterial zusammengesetzte Sarobetsu auf derselben Verbindung hinzu. Regionalzüge verkehren viermal täglich nach Nayoro und Otoineppu.

## Anlage
Der Bahnhof liegt östlich des Stadtzentrums und ist von Süden nach Norden ausgerichtet. Er besitzt zwei Gleise, die beide dem Personenverkehr dienen. Sie liegen am Hausbahnsteig und an einem teilweise überdachten Seitenbahnsteig, der durch eine gedeckte Überführung mit dem Empfangsgebäude an der Westseite der Anlage verbunden ist. Auffälliges Merkmal des Gebäudes ist ein Uhrturm, dessen Glocke jeweils bei der Ankunft des Super Sōya läutet. An der Straße vor dem Bahnhof befindet sich eine Bushaltestelle, die von der Gesellschaft Meishi Bus bedient wird.

## Geschichte
Das Eisenbahnamt (das spätere Eisenbahnministerium) eröffnete den Bahnhof am 5. November 1912, zusammen mit dem Streckenabschnitt zwischen Onnenai und Otoineppu. Am 5. Oktober 1964 nahm die Japanische Staatsbahn die Bikō-Linie in Betrieb, eine 21,2 km lange Zweigstrecke von Bifuka nach Niupu. Aus Kostengründen stellte die Staatsbahn am 15. November 1982 den Güterumschlag ein, am 1. Februar 1984 auch die Gepäckaufgabe. Nach nur knapp 21 Betriebsjahren wurde die Bikō-Linie am 17. November 1985 stillgelegt. Im Rahmen der Staatsbahnprivatisierung ging der Bahnhof am 1. April 1987 in den Besitz der neuen Gesellschaft JR Hokkaido über.